# Houston (Renfrewshire)
Houston is een dorp in de Schotse council Renfrewshire in het historisch graafschap Renfrewshire in de buurt van Paisley en Glasgow aan de rivie Gryffe. 
Houston heette vroeger Kilpeter (Schots-Gaelisch: Cille Pheadair) naar de parochie kerk die was gewijd aan Petrus (St Peter). Het dorp ontstond rondom een zestiende-eeuws kasteel en deze kerk. Het huidige dorp dateert grotendeels van de achttiende eeuw. Het was een gepland dorp, dat eerdere bebouwing moest vervangen. Historisch gezien was de econome gebaseerd op landbouw en het weven van katoen. Het oude dorp werd in 1968 aangewezen als beschermd gebied. 
Vanaf het midden van de twintigste eeuw breidde het dorp uit naar nabijgelegen gebieden zoals Craigends, waardoor het open land tussen Houston en Crosslee verdween. Hierdoor groeide de bevolking aanzienlijk, waardoor het karakter ervan veranderd in een forensenstad voor het nabijgelegen Glasgow en Paisley met een grotendeels op diensten gebaseerde economie.

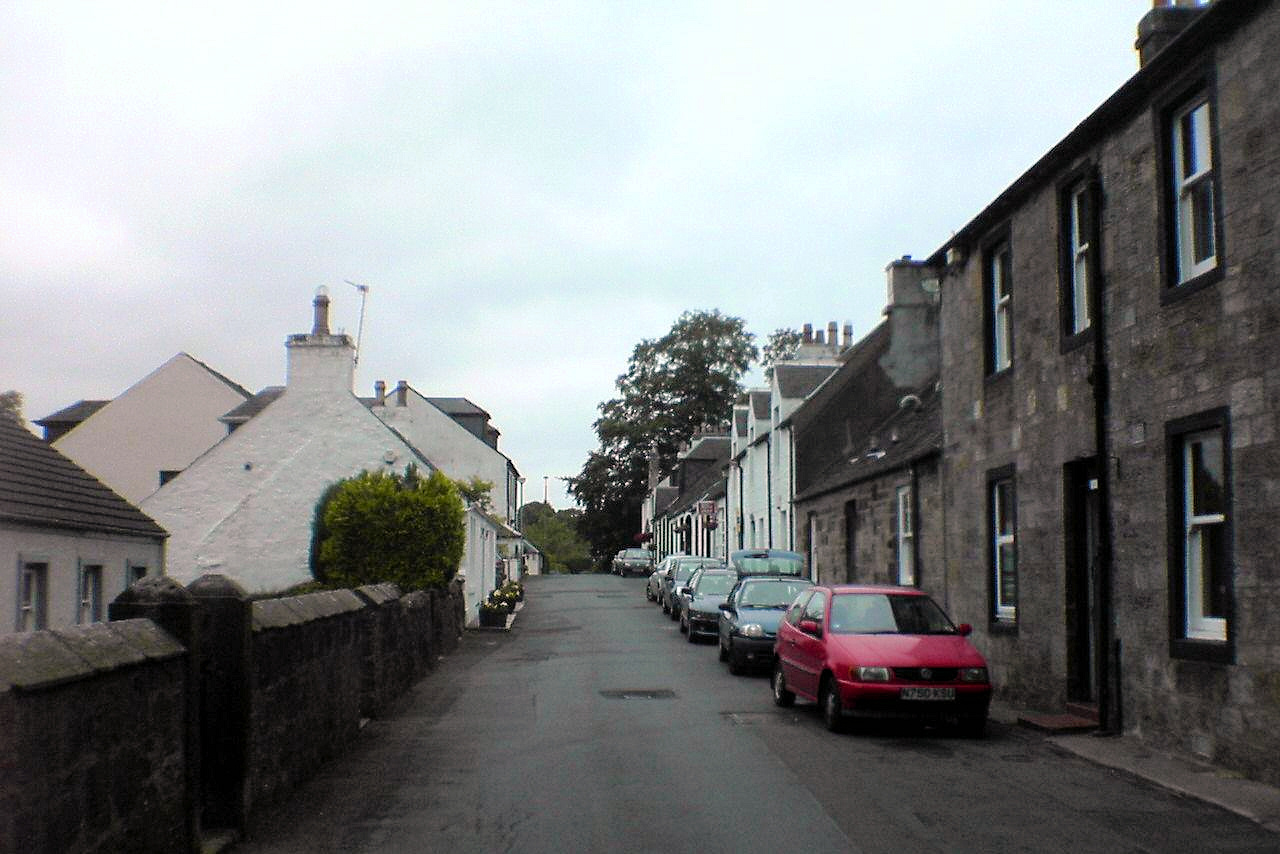
North Street, Houston
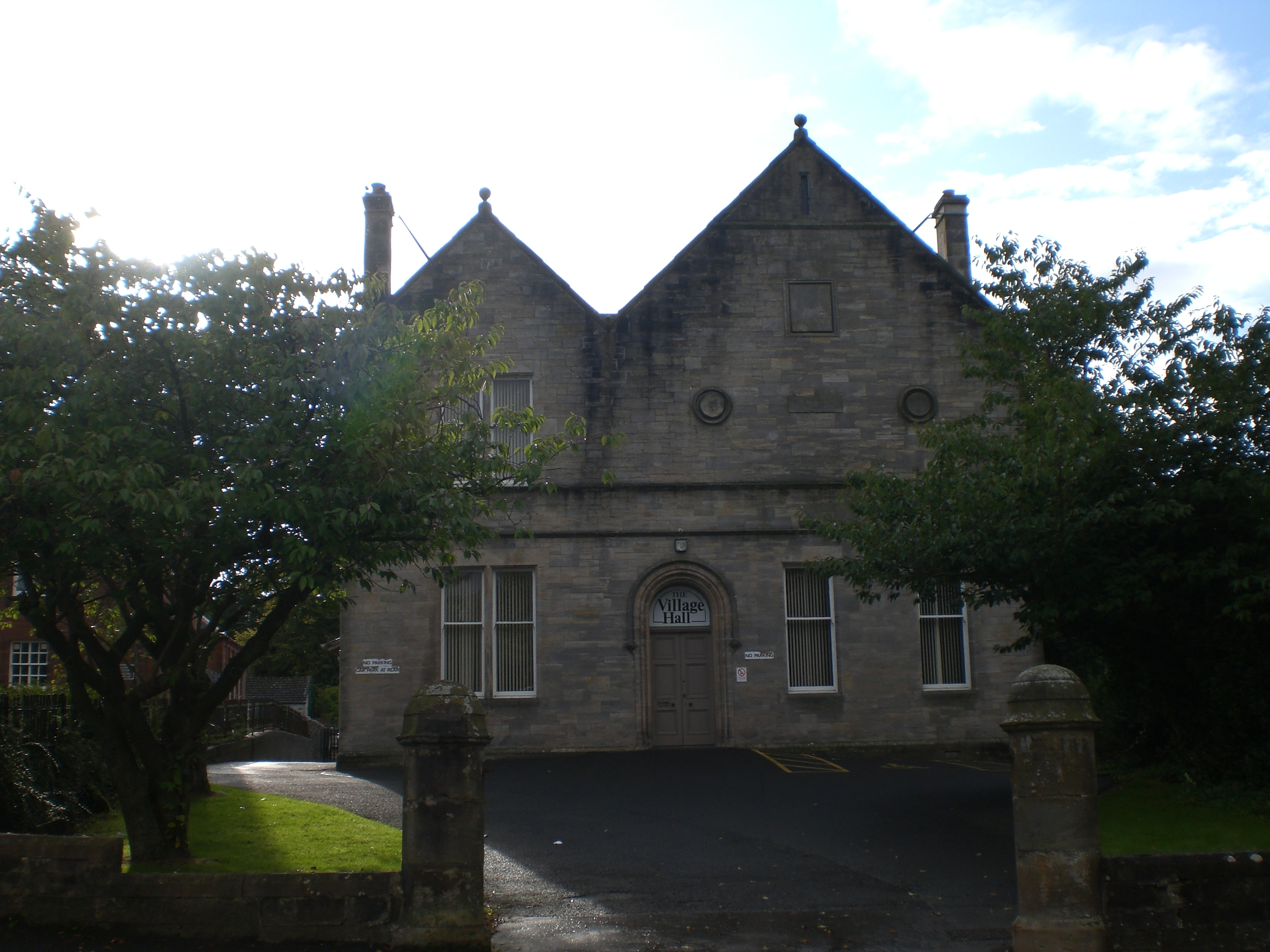
Village Hall
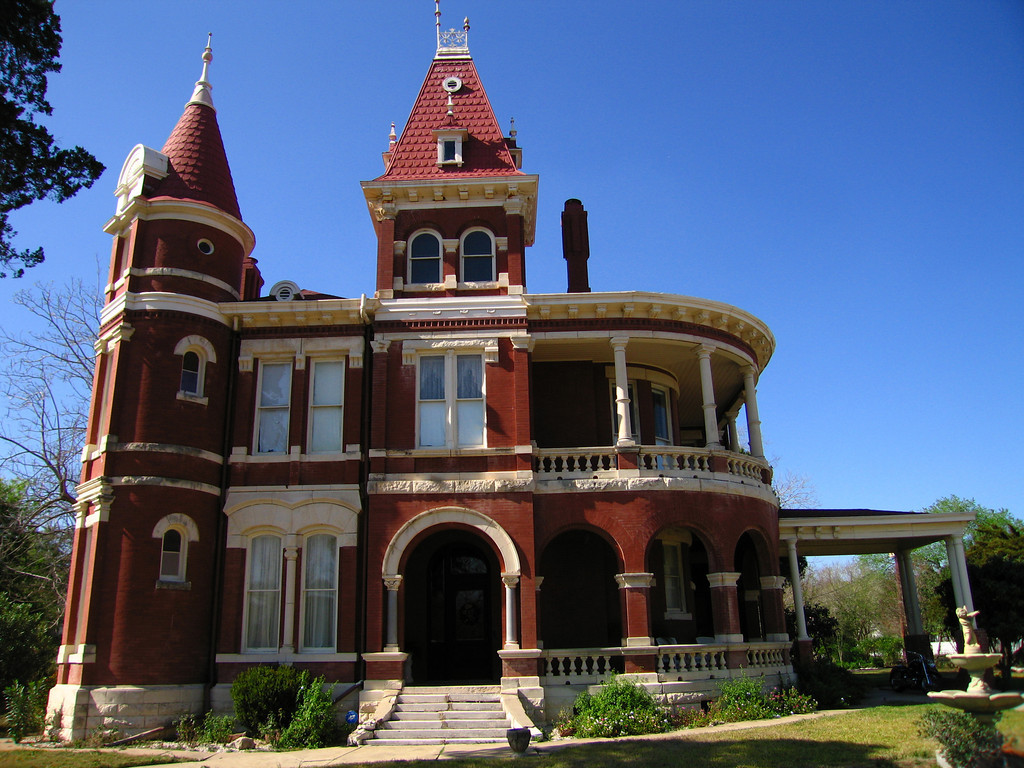
Houston House
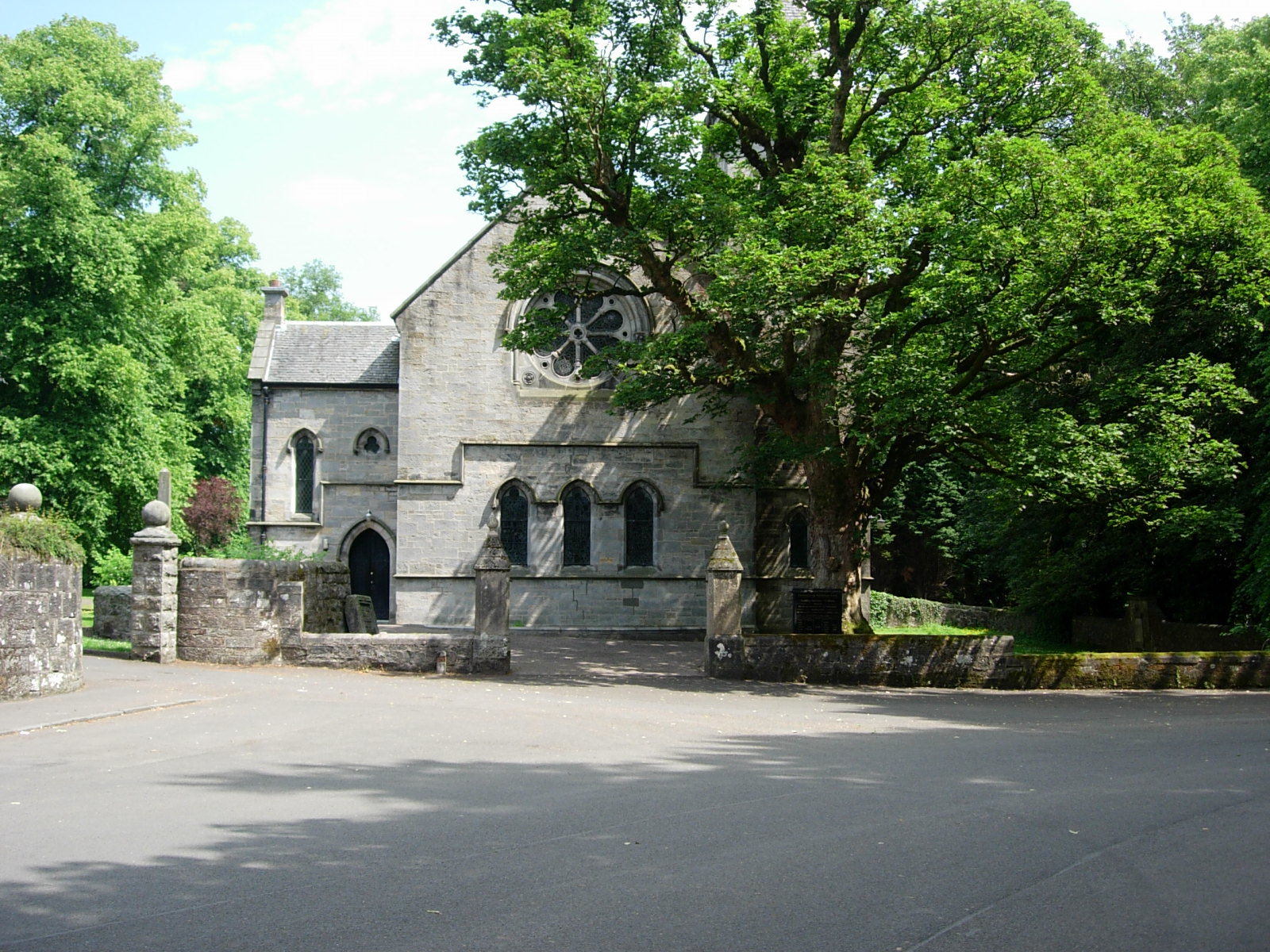
Houston Kirk